# Avidesa
Avidesa va ser una empresa valenciana dedicada a la fabricació de gelats, amb seu a Alzira, a la Ribera Alta, fundada per l'industrial Luis Suñer Sanchis. La seua successora és l'empresa Ice Cream Factory Comaker, empresa dirigida per Guillermo Lamsfus i participada pel fons de capital de risc Ibersuizas.
La societat mercantil Avidesa, Avícolas y Derivados va ser fundada el 1956 per l'empresari valencià Luis Suñer, propietari d'una puixant indústria de cartonatges (Cartonajes Suñer). Va ser líder estatal del seu sector durant dècades. Avidesa va ser famosa pels seus patrocinis esportius i populars anuncis televisius. Alguns dels seus gelats van ser Apolo, Pantera Rosa o el sandwich de nata.
Després que la propietat de la companyia passara de mans de la família Suñer al grup Conelsa-BBVA i posteriorment a Nestlé, la marca Avidesa va desaparèixer, sent utilitzades les seues instal·lacions per a la realització dels gelats Camy de Nestlé. Quan Nestlé decideix desfer-se d'una de les tres plantes de què disposava a l'Estat Espanyol, l'últim director general d'Avidesa, Guillermo Lamsfus, compra la planta d'Alzira, creant Ice Cream Factory Comaker, empresa de la que és president. Ice Cream Factory Comaker és la primera indústria a l'estat espanyol en producció de gelats en el segment de marca de distribució (marca blanca). La planta d'Alzira és considerada una de les més importants d'Europa per la seua tecnologia i dimensions. Dona treball tres-cents empleats i fabrica principalment per a Espanya, França, Itàlia i Portugal.
El setembre de 2010 ha estat adquirida en un 83% pel fons de capital de risc Ibersuizas.

## Història

### Anys 60 i 70
Si bé Avidesa va estar dedicada en els seus inicis a la producció i explotació avícola, en els anys 1960 pretenia introduir-se al sector del gelat, per iniciativa del fill de Suñer, Luis Suñer Picó, que per aquelles dates era director general de l'empresa. El 1961 Avidesa va rebre la visita del príncep Joan Carles de Borbó, futur Rei d'Espanya. La divisió de gelats, postres i dolços, va ser creada l'agost de 1964. El gener d'aquell mateix any havia mort sobtadament Luis Suñer Picó, pel que no va arribar a conèixer-la. Tenia vint-i-un anys. L'èxit de la nova divisió va ser espectacular, per la qual cosa Luis Suñer va reorientar l'empresa cap a aquesta activitat, abandonant gradualment el negoci avícola en els anys 1980. L'impuls d'Avidesa, al costat de la indústria de cartonatges consolidada va convertir el grup de Luis Suñer en un imperi industrial. Els seus èxits empresarials li havien fet creditor de la Medalla d'Or al Treball el 1959 i l'Encomanda al Mèrit Agrícola el 1964. El 1978, Luis Suñer va ser el contribuent que majors ingressos va declarar a la Hisenda espanyola. Les seues empreses donaven treball a més de dos mil persones.

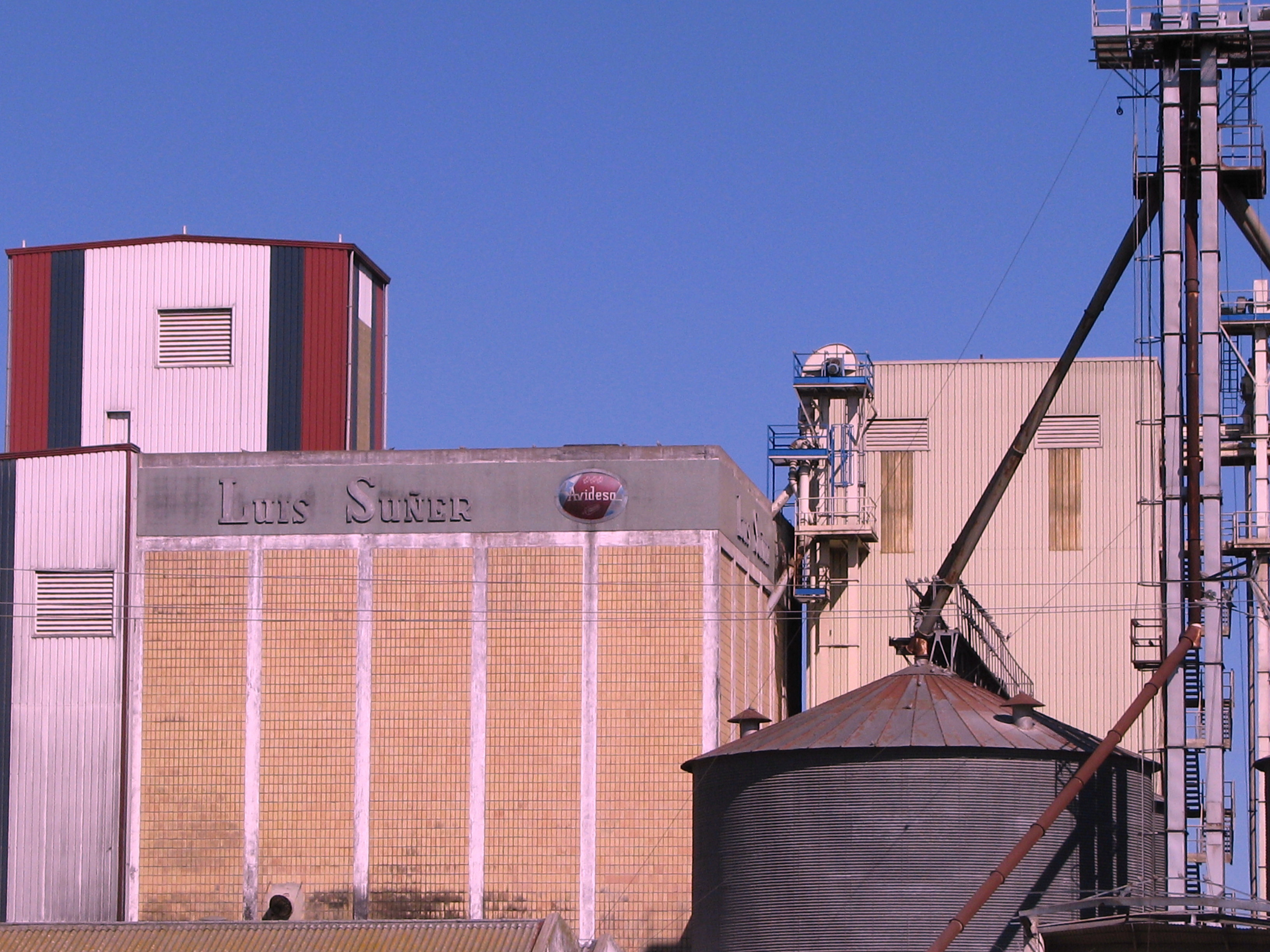
Instal·lacions industrials d'Avidesa, en Alzira.

### Anys 80 i 90
Els primers anys de la dècada dels anys 1980 van ser transcendentals per a la companyia, el futur de la qual es va vore seriosament amenaçat. El 1981 Luis Suñer va ser segrestat, mentre treballava al seu despatx d'Avidesa, per la banda terrorista ETA. Tenia 71 anys. La seua filla, María Del Carmen Suñer Picó, va dirigir la companyia durant els tres mesos que va durar el segrest. Després del seu alliberament, es va incorporar al seu treball, però molt debilitat en la seva salut. Poc després, en octubre de 1982, la pantanada de Tous va afectar greument les seues indústries. Les instal·lacions d'Avidesa van quedar completament inundades per la riuada. Aquell mateix any Avidesa havia estat la marca de gelat oficial del Mundial de Futbol de 1982, celebrat a Espanya.
Alberto Campos-Suñer, net de Luis Suñer, va assumir la direcció del grup el 1989. Davant de les dificultats de finançament, va treure a borsa el 30% d'Avidesa. Luis Suñer moria l'agost de 1990. María del Carmen Suñer Picó va assumir la presidència del consell d'administració, i Alberto Campos-Suñer va continuar com a director general de la companyia. El 1991, el Banco Bilbao Vizcaya (BBV), actual Banco Bilbao Vizcaya Argentaria, (BBVA), a través de la seua filial alimentària Conelsa, va llançar una OPA sobre el 75% del capital de l'empresa. El director de Conelsa, Guillermo Lamsfus, va ser nomenat director general. Conelsa va culminar el 1993 el seu control sobre la totalitat de les accions, i va excloure Avidesa de la borsa. Avidesa va ser patrocinadora del BM Alzira Avidesa, campió de la Copa del Rei d'handbol en la temporada 1991- 1992 i de la Copa EHF en la temporada 1993- 1994. El 1993, el BBV va vendre la companyia a Nestlé. La multinacional suïssa va confirmar Guillermo Lamsfus com a director general d'Avidesa. La marca va desaparèixer i els gelats van començar a fabricar-se baix la marca Camy.

### Ice Cream Factory Comaker
En 2003, Guillermo Lamsfus va adquirir les instal·lacions d'Avidesa a Nestlé, creant una nova societat, denominada Ice Cream Factory Comaker, dedicada a la fabricació de gelat de marca blanca per a grans distribuïdors d'alimentació, com Carrefour, Eroski, Alcampo o Caprabo. Segons l'acord de venda, Nestlé passava a ser el principal client de la nova societat, amb un compromís de sis anys. La nova companyia va absorbir les instal·lacions industrials i a tres-cents vint-i-cinc empleats. Les inversions per modernitzar la factoria van tenir un cost de 19 milions d'euros, sobre els 24 milions d'euros pagats a Nestlé per la seua adquisició. La planta, ubicada en Alzira, és considerada una de les més importants d'Europa.

### Denominacions socials
Al llarg de la seva història, Avidesa va tenir diverses denominacions socials: Avícolas y Derivados, Avidesa-Luis Suñer, S.A., Compañía Avidesa, S.A.